# Anthony Foxx

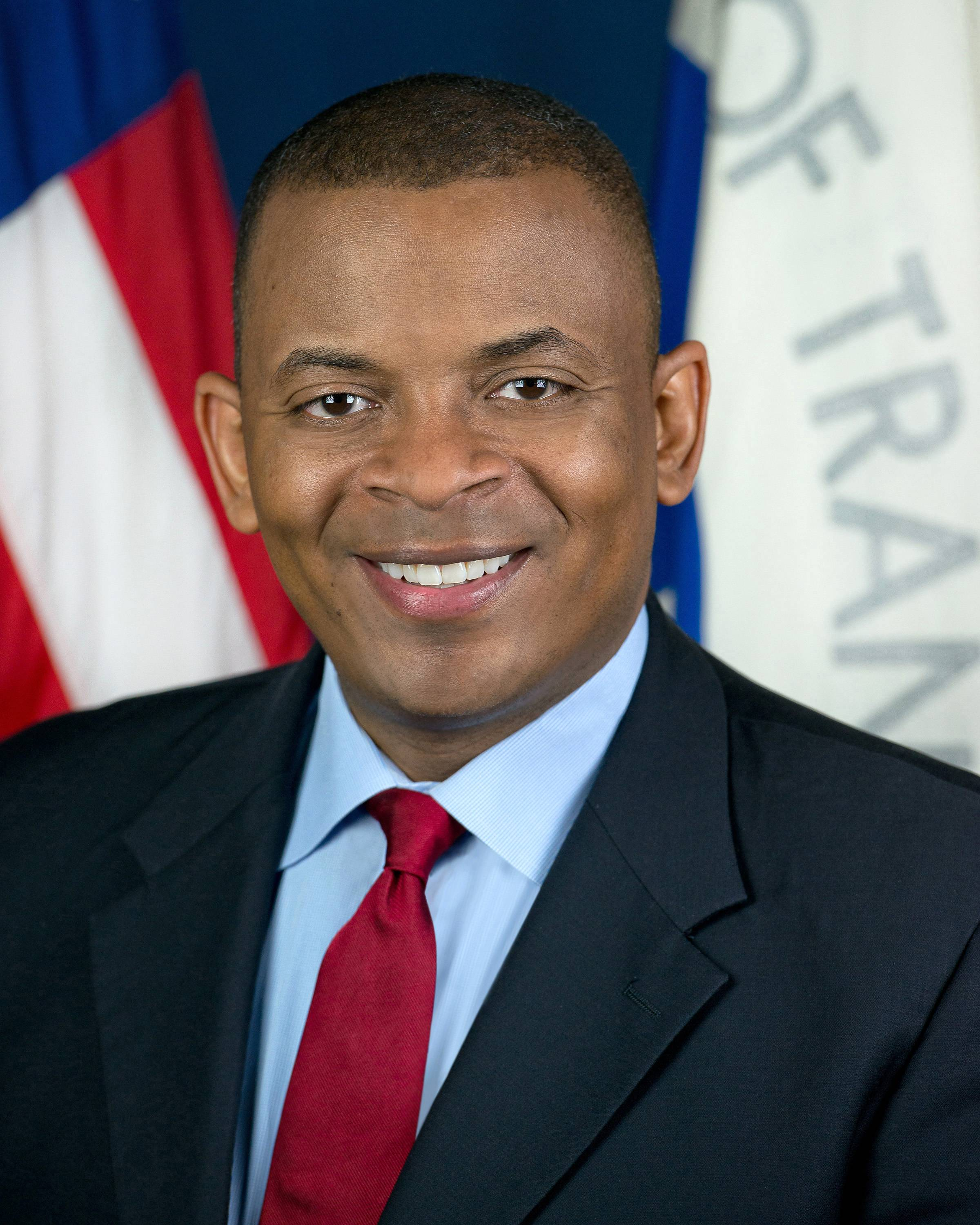
Anthony Foxx (2013)

Anthony Foxx (* 30. April 1971 in Charlotte, North Carolina) ist ein US-amerikanischer Politiker. Der demokratische ehemalige Bürgermeister von Charlotte war in der Zeit vom 2. Juli 2013 bis zum 20. Januar 2017 Verkehrsminister der Vereinigten Staaten im Kabinett von US-Präsident Barack Obama.

## Leben
Anthony Foxx, der von seiner alleinerziehenden Mutter wie auch seinen Großeltern aufgezogen wurde, absolvierte die West Charlotte High School. Danach schrieb er sich am Davidson College in Davidson ein, an welchem er 1993 graduierte. Am College selbst wurde er zum ersten afroamerikanischen Schulsprecher gewählt. Nach seinem Studium der Rechtswissenschaften an der New York University erwarb er 1996 seinen Doktor der Rechte.
Als junger Rechtsanwalt arbeitete Foxx kurzzeitig in einer Anwaltskanzlei in Charlotte. Später wurde er juristischer Berater im Stab von Nathaniel R. Jones, einem Richter am 6. Appellationsgericht in Cincinnati (Ohio). Anfang der 2000er Jahre fand Foxx Arbeit im Justizministerium der Vereinigten Staaten in Washington, D.C. Ebenso arbeitete Foxx als Jurist für das United States House Committee on the Judiciary, den Justizausschuss im US-Repräsentantenhaus. 2004 war er zudem Wahlkampfmanager für den Kongressabgeordneten Mel Watt aus North Carolina.
2005 kandidierte Foxx selbst erfolgreich für einen Sitz im Stadtrat seiner Heimatstadt Charlotte. 2007 wurde er in seinem Amt bestätigt. 2009 gab er seine Kandidatur für das Amt des Bürgermeisters bekannt, und löste im Herbst Pat McCrory ab, den heutigen Gouverneur von North Carolina.
Foxx, der bei Amtsantritt eine Arbeitslosenquote von 13 Prozentpunkten vorfand, erreichte durch ein massives Wirtschaftsprogramm, dass die Arbeitslosenquote bereits nach eineinhalb Jahren deutlich zurückging. So versprach er klein- und mittelständischen Unternehmen Steuervorteile, wenn diese neue Mitarbeiter einstellten, investierte viel in den Ausbau neuer Energiequellen, und sorgte durch den Bau einer neuen Startbahn am Flughafen Charlotte für neue Arbeitsplätze in der Bauindustrie. Auch konnte er dank eines Besuchs im Weißen Haus verantwortliche Mitarbeiter von Präsident Obama davon überzeugen in die Infrastruktur von Charlotte zu investieren. Präsident Obama selbst besuchte 2012 Charlotte.
Am 28. April 2013 gab Obama die Nominierung von Foxx als nächsten Verkehrsminister der Vereinigten Staaten bekannt. Seine Vereidigung fand am 2. Juli 2013 statt.
Anthony Foxx ist verheiratet und hat mit seiner Frau Samara, ebenfalls einer Rechtsanwältin, zwei Kinder, Tochter Hillary und Sohn Zachary.